# Augustin Pfleger
Pour les articles homonymes, voir Pfleger.
Augustin Pfleger (également Augustinus Pfleger, Augustinus Pflegerus, né en 1635 à Schlackenwerth, en royaume de Bohême, et mort après le 23 juillet 1686 dans la même ville) est un compositeur et maître de chapelle bohémien.

## Biographie
Augustin Pfleger étudie à Nuremberg avec Johann Erasmus Kindermann, est maître de chapelle du duc Jules-Henri de Saxe-Lauenbourg vers 1660 et à partir de 1662 travaille au Fürstenhof de Mecklemburg-Güstrow comme vice-maître de chapelle aux côtés du maître de chapelle Daniel Daniélis. L'histoire du Güstrower Hofkapelle montre qu'il est embauché à nouveau, c'est pourquoi on suppose qu'il y a travaillé auparavant dans les années 1650. Après la libération de Daniélis en 1664, Pfleger est nommé maître de chapelle et restructure l'orchestre de la cour. De son temps à Güstrow, il y a une liste de 89 concerts sacrés avec un petit casting qu'il a fait lui-même. À partir de 1665, il est maître de chapelle à la cour de Christian-Albert de Holstein-Gottorp au château de Gottorf . Pfleger se voit confier la conception musicale de la cérémonie d'inauguration de l'Université de Kiel en octobre 1665, pour laquelle il réalise des compositions. En 1668, un opéra est joué au château de Gottorf pour la première fois sous sa direction. Il quitte Gottorf en 1673 vers une destination inconnue. Dans certaines sources, il est déclaré que Pfleger est retourné à Güstrow en 1681 pour reprendre la position de maître de chapelle après le départ répété et définitif de Daniélis. Cependant, ce n'est pas certain, car rien à ce sujet n'est enregistré dans l'histoire de la Güstrower Hofkapelle. Il retourne plus tard dans sa ville natale de Schlackenwerth, où il meurt.   

## Travaux
entre autres : 
- Concerts spirituels n ° 1–11 de l'année évangélique
- Concerts spirituels n ° 12–23 de l'année évangélique
- Musique de passion sur les sept paroles de Jésus-Christ sur la croix
- Dialogus in festo annuntiationis Mariae - Musique de l'Avent sur l'Annonciation
- Missus est Angelus
- Laudate Dominum
- Cantates
- Motets
- Psaumes

pour l'inauguration de l'Université de Kiel:
- Veni sancte spiritus
- Te Deum
- 6 odes profanes